# Chong Phlah
Chong Phlah es una comuna (khum) del distrito de Kaev Seima, en la provincia de Mondol Kirí, Camboya. En marzo de 2008 tenía una población estimada de 3073 habitantes.
Se encuentra ubicada al este del país, cerca de la orilla del río Srepok —afluente del río Mekong— y de la frontera con Vietnam.